# Cholula

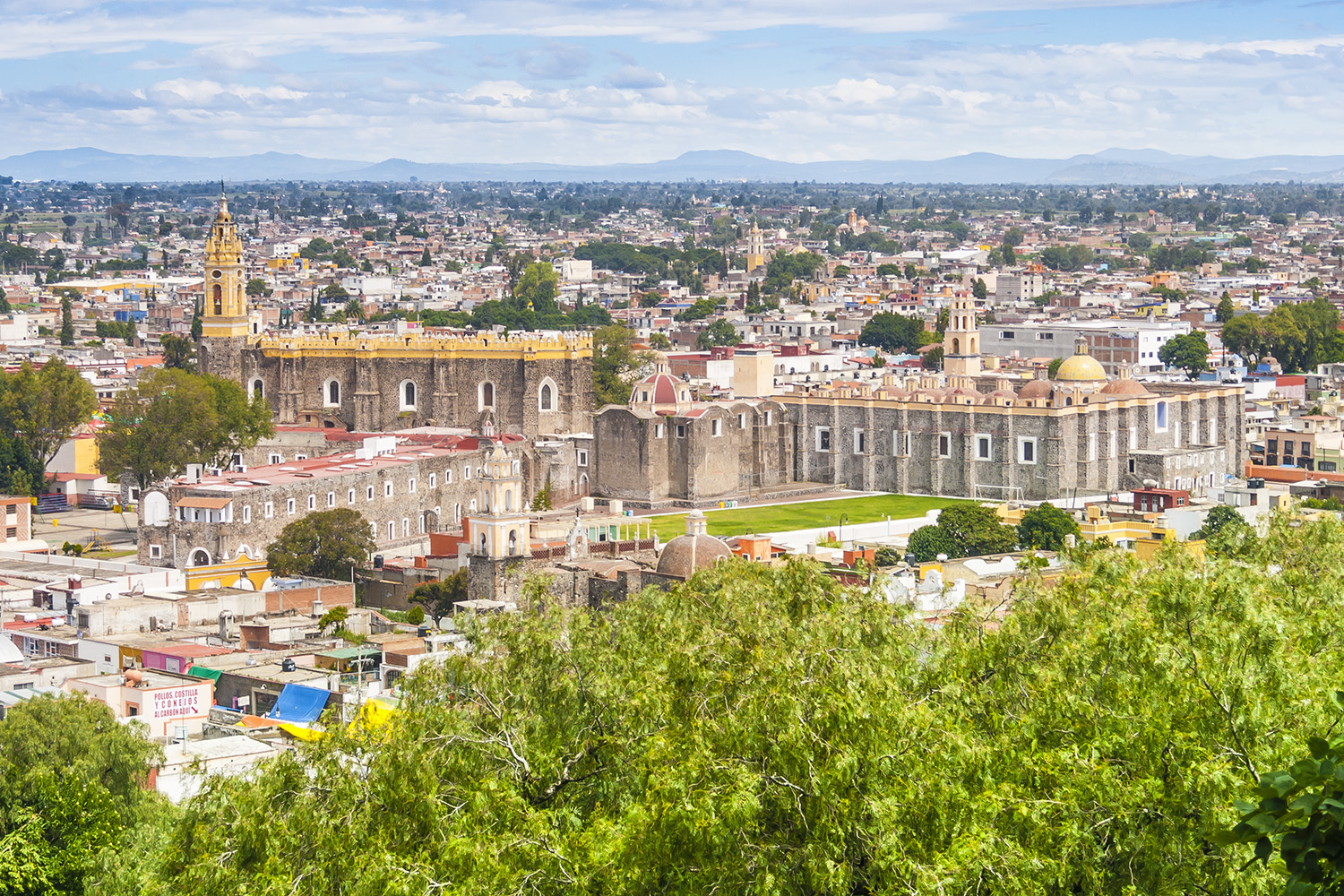
Vista aèria del centre de San Pedro Choula

Cholula és una ciutat de l'estat de Puebla, Mèxic, dins la IV Regió de l'Estat, el nom oficial de la qual és Cholula de Rivadavia. Està dividida en tres municipalitats: San Andrés, San Pedro i Santa Isabel. San Andrés i San Pedro són les dues més importants i més poblades. Ambdues, avui dia, són part de l'àrea metropolitana de Puebla. La població de San Pedro és de 100.000 habitants; la de San Andrés és de 50.000. El seu nom prové del nàhuatl cholöllan, que vol dir «El lloc on l'aigua cau» o també «El lloc de la fugida».

## Cholula ameríndia

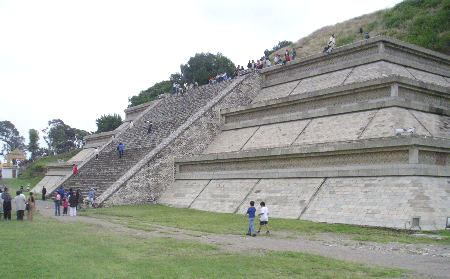
Secció oest de la Piràmide de Cholula

Cholula va ser una ciutat molt important de la Mesoamèrica precolombina, potser la ciutat més vella que encara existeix a Amèrica, ja que ha sobreviscut durant mil·lennis i a diverses civilitzacions; a més, s'hi troba la piràmide amb base més gran de tot el món, superant fins i tot les d'Egipte. Durant l'època de la civilització asteca, va ser la segona ciutat més gran i important.
Cholula va ser un centre important, contemporani a l'època de Teotihuacan, i sorprenentment, no va experimentar la destrucció violenta de la fi del període clàssic de la història mesoamericana. Cholula, per tant, romandria com a centre regional de gran importància; de fet, fins i tot abans de la caiguda de l'Imperi asteca i la conquesta (més de mil anys després de la caiguda de Teotihuacan), els prínceps asteques eren ungits per un sacerdot de Cholula.

## Cholula colonial
Quan Hernan Cortés va arribar a Mèxic, Cholula tenia possiblement una població de 100.000 habitants, un gran temple (la piràmide més gran del món en base i volum) i amb 365 temples menors. El 1519, no se sap si per tal d'atemorir els asteques que l'esperaven a Tenochtitlan, o tal com ho va afirmar després, per tal de fer un exemple de càstig per la traïció dels nadius, Cortés va atacar la ciutat, en una infame massacre, i matà milers de persones i membres de la noblesa, i cremà parcialment la ciutat.
Durant l'època colonial, es van destruir els temples i es van construir esglésies sobre cadascun d'aquests. La piràmide no va ser destruïda totalment (era massa gran), però es va construir una església al damunt.

## Cholula avui
La ciutat de Cholula encara conserva edificis amb arquitectura colonial. Per això, i per la piràmide, és una important destinació turística de Mèxic. Ja que Cholula avui es troba a l'est de l'àrea metropolitana de la ciutat de Puebla, i prop del campus de la Universidad de las Américas, una de les universitats més importants del país, s'ha convertit en un centre de reunió de joves (hi ha molts restaurants, bars, pubs, i dormitoris per a estudiants).

## Fills il·lustres
- Vicente T. Mendoza (1894-1964) compositor i escriptor folklorista.